# Columbus Open
Il Columbus Open è stato un torneo di tennis facente parte del Grand Prix giocato dal 1971 al 1984. 
Si giocava a Columbus negli USA su campi in cemento dal 1971 al 1976,
sulla terra rossa dal 1977 al 1979 e ancora sul cemento dal 1980 al 1984.

## Albo d'oro

### Singolare
| Anno | Vincitore       | Finalista        | Punteggio               |
| ---- | --------------- | ---------------- | ----------------------- |
| 1971 | Tom Gorman      | Jimmy Connors    | 6–7, 7–6, 4–6, 7–6, 6–3 |
| 1972 | Jimmy Connors   | Andrew Pattison  | 7–5, 6–3, 7–5           |
| 1973 | Jimmy Connors   | Charlie Pasarell | 3–6, 6–3, 6–3           |
| 1974 | Raúl Ramírez    | Roscoe Tanner    | 3–6, 7–6, 6–4           |
| 1975 | Vijay Amritraj  | Robert Lutz      | 6–4, 7–5                |
| 1976 | Roscoe Tanner   | Stan Smith       | 6–4, 7–6                |
| 1977 | Guillermo Vilas | Brian Gottfried  | 6–2, 6–1                |
| 1978 | Arthur Ashe     | Robert Lutz      | 7–6, 6–2                |
| 1979 | Brian Gottfried | Eddie Dibbs      | 6–3, 6–0                |
| 1980 | Robert Lutz     | Terry Rocavert   | 6–4, 6–3                |
| 1981 | Brian Teacher   | John Austin      | 6–3, 6–2                |
| 1982 | Jimmy Connors   | Brian Gottfried  | 7–5, 6–0                |
| 1983 | Brian Teacher   | Bill Scanlon     | 7–6, 6–4                |
| 1984 | Brad Gilbert    | Hank Pfister     | 6–3, 3–6, 6–3           |

### Doppio
| Anno | Vincitori                       | Finalisti                             | Punteggio     |
| ---- | ------------------------------- | ------------------------------------- | ------------- |
| 1971 | Jim McManus Jim Osborne         | Jimmy Connors Roscoe Tanner           | 6–7, 6–4, 6–2 |
| 1972 | Jimmy Connors Pancho Gonzales   | Robert McKinley Dick Stockton         | 6–3, 7–5      |
| 1973 | Gerald Battrick Graham Stilwell | Colin Dibley Charlie Pasarell         | 6–4, 7–6      |
| 1974 | Anand Amritraj Vijay Amritraj   | Tom Gorman Robert Lutz                | Walkover      |
| 1975 | Robert Lutz Stan Smith          | Jürgen Fassbender Hans-Jürgen Pohmann | 6–2, 6–7, 6–3 |
| 1976 | William Brown Brian Teacher     | Fred McNair Sherwood Stewart          | 6–4, 6–3      |
| 1977 | Robert Lutz Stan Smith          | Peter Fleming Gene Mayer              | 4–6, 7–5, 6–2 |
| 1978 | Colin Dibley Bob Giltinan       | Marcelo Lara Eliot Teltscher          | 6–2, 6–3      |
| 1979 | Brian Gottfried Robert Lutz     | Tim Gullikson Tom Gullikson           | 4–6, 6–3, 7–6 |
| 1980 | Brian Gottfried Sandy Mayer     | Peter Fleming Eliot Teltscher         | 6–4, 6–2      |
| 1981 | Bruce Manson Brian Teacher      | Anand Amritraj Vijay Amritraj         | 6–1, 6–1      |
| 1982 | Tim Gullikson Bernard Mitton    | Victor Amaya Hank Pfister             | 4–6, 6–1, 6–4 |
| 1983 | Scott Davis Brian Teacher       | Vijay Amritraj John Fitzgerald        | 6–1, 4–6, 7–6 |
| 1984 | Sandy Mayer Stan Smith          | Charles Bud Cox Terry Moor            | 6–4, 6–7, 7–5 |